# لیک لتونکا (پنسیلوانیا)
لیک لتونکا (به انگلیسی: Lake Latonka) یک منطقهٔ مسکونی در ایالات متحده آمریکا است که در شهرستان مرسر، پنسیلوانیا واقع شده‌است. لیک لتونکا ۱٬۰۱۲ نفر جمعیت دارد.